# Dippach

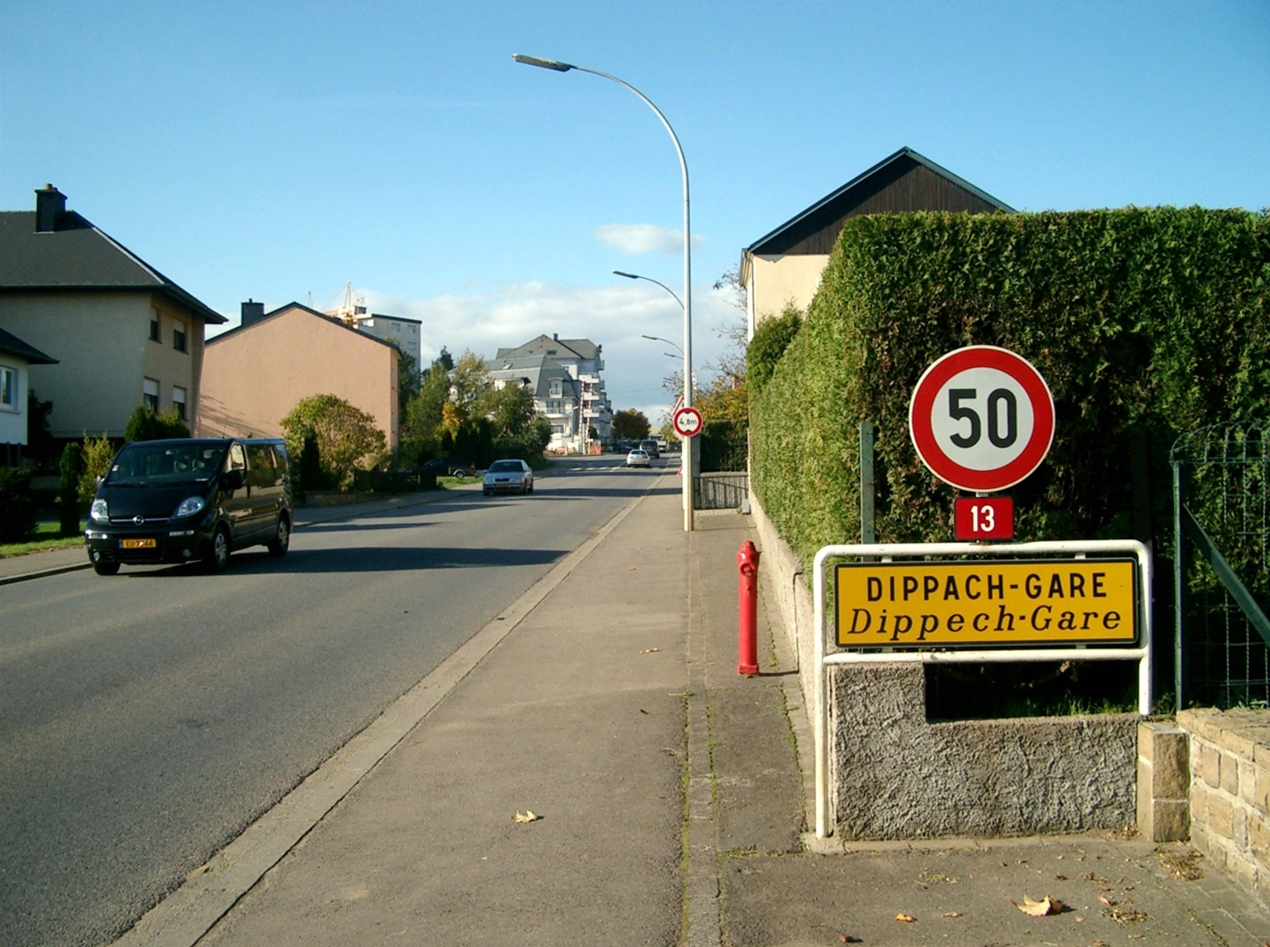
Dippach-Gare

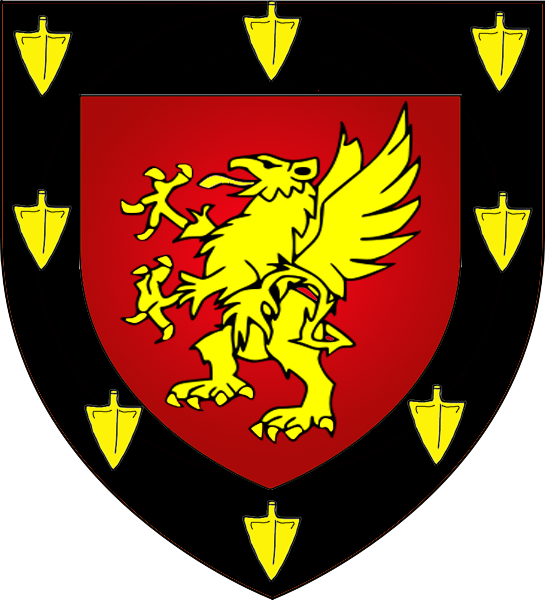

Dippach (Dippech) es una comuna de Luxemburgo y pequeño poblado en el suroeste de Luxemburgo. Es parte del cantón de Capallen, que es parte del distrito de Luxemburgo. El centro administrativo de la comuna es Schouweiler.
En el año 2005 el poblado de Dippach, que se encuentra en la parte noreste de la comuna, contaba con una población de 790. Otros poblados incluidos dentro de la comuna son: Bettange-sur-Mess, Schouweiler, y Sprinkange.